# Karl Wolffskeel von Reichenberg

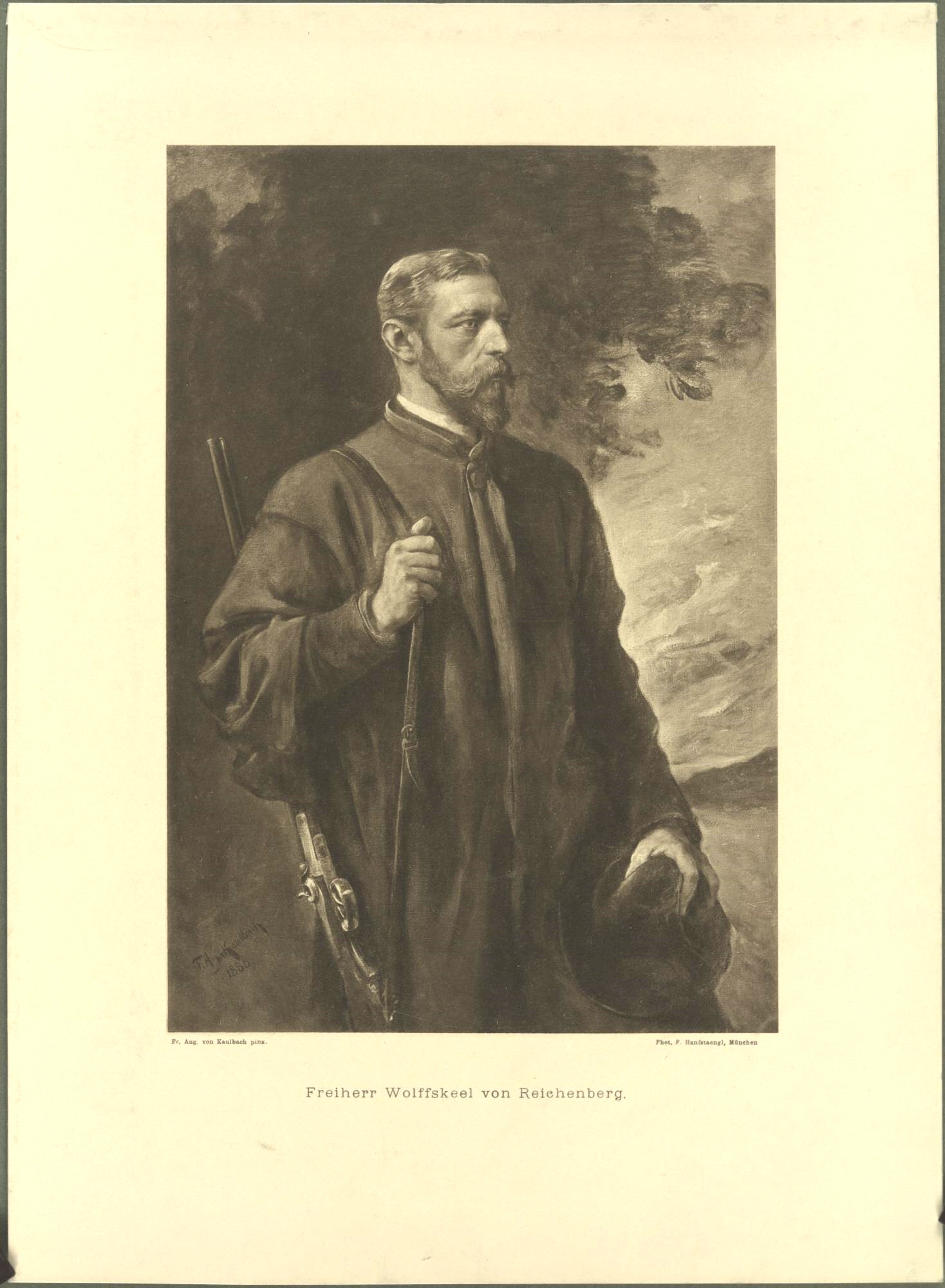
Karl Wolffskeel

Karl Graf Wolffskeel von Reichenberg (geboren als Freiherr Wolfskeel von Reichenberg); (* 18. April 1847 in Wertheim; † 13. März 1919 in München) war ein bayerischer Generalleutnant à la suite sowie Oberststallmeister, Oberstjägermeister, Kurator und Vermögensverwalter Ottos von Bayern. Er ist der Begründer der gräflichen Linie der Familie Wolffskeel.

## Leben

### Familie
Er entstammte der Uettinger Linie der fränkischen Uradelsfamilie Wolffskeel und war der Sohn von Friedrich Freiherr Wolfskeel von Reichenberg und dessen Ehefrau Karoline, geborene von Städel. Am 26. Oktober 1872 heiratete er Emma Freiin von Thüngen (1847–1929), mit der er vier Kinder hatte:
- Eberhard (1875–1954)
- Luitpold (1879–1964)
- Gertrud (1881–1968) ⚭ Freiherr von Pappus und Trazberg
- Hertha (1877–1948) ⚭ Alfred Freiherr Michel von Tüßling (1870–1957); sie waren die Eltern des Karl Freiherr Michel von Tüßling

### Karriere
Wolffskeel war seit 18. Juni 1866 Offizier in der Bayerischen Armee und nahm im gleichen Jahr am Krieg gegen Preußen sowie 1870/71 am Krieg gegen Frankreich teil. Er diente als Flügeladjutant des damaligen Prinzen und späteren Prinzregenten Luitpold von Bayern am Münchener Königshof. Im weiteren Verlauf seiner Militärkarriere erhielt er am 11. Juni 1903 den Charakter als Generalleutnant und wurde à la suite der Armee gestellt.
Er war Oberstallmeister des Marstalls München und Oberstjägermeister. Ihm oblagen die Pflege der wittelsbachischen Gestüte, die Jagden, die Pflege der Kultur und die Verwaltung der Hofkasse. Darüber hinaus war er Kurator und Vermögensverwalter Otto von Bayerns. Wolffskeel galt als enger Freund und Berater Luitpold von Bayerns. Mit dem Tod des Prinzregenten legte er seine Ämter als Oberststallmeister und Oberstjägermeister, mit dem Tod Otto von Bayerns 1916 auch seine Ämter als Kurator und Vermögensverwalter nieder.

### Ehrungen
1901 wurde Wolffskeel anlässlich des 80. Geburtstags  von Prinzregent Luitpold von Bayern aufgrund seiner Verdienste um die Person des Monarchen in den erblichen Grafenstand erhoben. Der erhöhte Rang wurde nun durch ein zweites „f“ im Namen angedeutet, also „Wolffskeel“ statt „Wolfskeel“. Er ist somit der Begründer der gräflichen Linie der Familie Wolffskeel. Im Jahr darauf wurde er zum Ritter des Hubertusordens geschlagen. Wolffskeel war seit 1894 Inhaber des Großkreuzes des Verdienstordens vom Heiligen Michael und seit 1897 Inhaber des Großkreuzes des Verdienstordens der Bayerischen Krone sowie Träger weiterer höchster ausländischer Orden und Ehrenzeichen.